# Ribeirão do Amaro
Ribeirão do Amaro är ett vattendrag i Brasilien.   Det ligger i delstaten Paraná, i den södra delen av landet, 1 100 km söder om huvudstaden Brasília.
Trakten runt Ribeirão do Amaro består till största delen av jordbruksmark. Runt Ribeirão do Amaro är det mycket glesbefolkat, med 5 invånare per kvadratkilometer.